# 12-й гвардейский танковый полк
12-й гвардейский танковый Шепетовский Краснознамённый, орденов Суворова и Кутузова полк имени маршала бронетанковых войск П. П. Полубоярова — тактическое формирование Сухопутных войск СССР и Сухопутных войск Российской Федерации.
Условное наименование — Войсковая часть № 31985 (в/ч 31985). Сокращённое наименование — 12 гв. тп. 
Формирование входит в состав 4-й гвардейской танковой дивизии 1-й гвардейской танковой армии Западного военного округа. Пункт постоянной дислокации — г. Наро-Фоминск (Московская область).

## История
Полк ведёт свою историю от 66-й танковой бригады 17-го танкового корпуса, сформированной в мае 1942 года перед началом Сталинградской битвы. С той поры юбилеи полка отмечаются 15 мая. Вооружение бригада получила прямиком из цехов Сталинградского тракторного завода. Боевое крещение бригада приняла у деревни Кулевка недалеко от Воронежа 1 июля 1942 года на территории современной Курской области. В 1943 году бригада, за мужество и героизм личного состава награждена почётным званием «Гвардейская», получила новый войсковой №, и переименована в 12-ю гвардейскую танковую в составе 4-го гвардейского танкового корпуса. За освобождение Шепетовки в ходе Ровно-Луцкой операции, бригада удостоена почётного наименования «Шепетовская». В дальнейшем бригада прошла с боями Польшу, в авангарде РККА подошла к рубежу реки Эльбы, участвовала во взятии Дрездена, а конец Великой Отечественной войны застала в Праге..
После окончания Великой Отечественной войны, 3 июля 1945 года бригада переформирована в 12-й гвардейский танковый полк (в/ч 43162) в составе 4-й гвардейской танковой дивизии с пунктом постоянной дислокации в городе Наро-Фоминск Московской области. В дальнейшем полк просуществовал весь период Холодной войны без изменений наименования и места дислокации.
В сентябре 1946 года 12-й гвардейский танковый полк, в составе своей дивизии, прошёл по Красной площади в ознаменование нового праздника — Дня танкиста.
На 1990 год полк, будучи расквартированным в городе Наро-Фоминск, имел на вооружении 90 танков Т-80УД (а также 4 Т-64), 50 боевых машин пехоты (15 БМП-2, 33 БМП-1, 2 БРМ-1К), 2 БТР-70, 12 2С1 «Гвоздика», 2 ПРП-3, 3 БМП-1КШ, 2 Р-145БМ, 2 БТР-50ПУМ, 1 БТР-50ПУ, РХМ-4, 1 МТП-1, 3 МТУ-20, 20 МТ-ЛБТ.
По итогам 2016 года полк занял первое место по боевой подготовке в Сухопутных войсках России.
В 2017 году полк отметил своё 75-летие.

## Награды и почётные наименования
12-я гвардейская танковая бригада, правопреемником которой является полк, за годы Великой Отечественной войны была удостоена следующих наград, почётных званий и наименований:
| Награда, почётное наименование      | Дата награждения | Основание награждения |
| ----------------------------------- | --- | --- |
| Почётное наименование «Шепетовская» | присвоено приказом Верховного главнокомандующего № 033 от 17 февраля 1944 года                                            | За отличие в боях с немецкими захватчиками при освобождение города Шепетовка                                                                                                |
| Орден Красного Знамени              | Указ Президиума Верховного Совета СССР от 26 апреля 1944 г. «О награждении орденами соединений и частей Красной Армии»    | За образцовое выполнение заданий командования в боях за освобождение города Тарнополя и проявленные при этом доблесть и мужество                                            |
| Орден Суворова II степени           | Указ Президиума Верховного Совета СССР от 10 августа 1944 года                                                            | За образцовое выполнение заданий командования в боях с немецкими захватчиками при прорыве обороны немцев на Львовском направлении, проявленные при этом доблесть и мужество |
| Орден Кутузова II степени           | Указ Президиума Верховного Совета СССР от 19 февраля 1945 года «О награждении орденами соединений и частей Красной Армии» | За образцовое выполнение заданий командования в боях при прорыве обороны немцев западнее Сандомира и проявленные при этом доблесть и мужество                               |

## Герои Советского Союза
- Агеев, Николай Иванович, гвардии лейтенант, командир танкового взвода.
- Виноградов, Геннадий Павлович, гвардии красноармеец, автоматчик взвода разведки роты управления.
- Горенчук, Феодосий Иванович, гвардии капитан, командир танкового батальона.
- Душак, Николай Григорьевич, гвардии полковник, командир бригады.
- Ермолаев, Василий Антонович, гвардии младший лейтенант, командир танка.
- Кондыра, Павел Андреевич, гвардии сержант, командир пулемётного расчёта моторизованного батальона автоматчиков.
- Красов, Виктор Никитович, гвардии капитан, заместитель по политической части командира батальона.
- Тимофеев, Андрей Александрович, гвардии сержант, механик-водитель танка.
- Терещук, Иван Андреевич, гвардии капитан, командир танковой роты.
- Чехлов, Геннадий Фёдорович, гвардии старший сержант, стрелок-радист танка.